# Engins
Engins ist eine französische Gemeinde mit 429 Einwohnern (Stand: 1. Januar 2022) im Département Isère in der Region Auvergne-Rhône-Alpes. Die Gemeinde gehört zum Arrondissement Grenoble und zum Kanton Fontaine-Vercors. Die Einwohner werden Enginois genannt.

## Geographie
Engins liegt etwa neun Kilometer westsüdwestlich von Grenoble am Fluss Furon auf einer Hochebene im Vercors-Gebirge. Das Gemeindegebiet liegt im Regionalen Naturpark Vercors. Umgeben wird Engins von den Nachbargemeinden Noyarey im Norden, Sassenage im Nordosten, Fontaine im Osten, Saint-Nizier-du-Moucherotte im Südosten, Lans-en-Vercors im Süden sowie Autrans-Méaudre en Vercors im Westen und Südwesten.

## Bevölkerungsentwicklung
| Jahr                       | 1962 | 1968 | 1975 | 1982 | 1990 | 1999 | 2006 | 2013 |
| -------------------------- | ---- | ---- | ---- | ---- | ---- | ---- | ---- | ---- |
| Einwohner                  | 192  | 151  | 151  | 288  | 352  | 420  | 465  | 496  |
| Quellen: Cassini und INSEE |      |      |      |      |      |      |      |      |

## Sehenswürdigkeiten
- Kirche, Ende des 11./Anfang des 12. Jahrhunderts erbaut

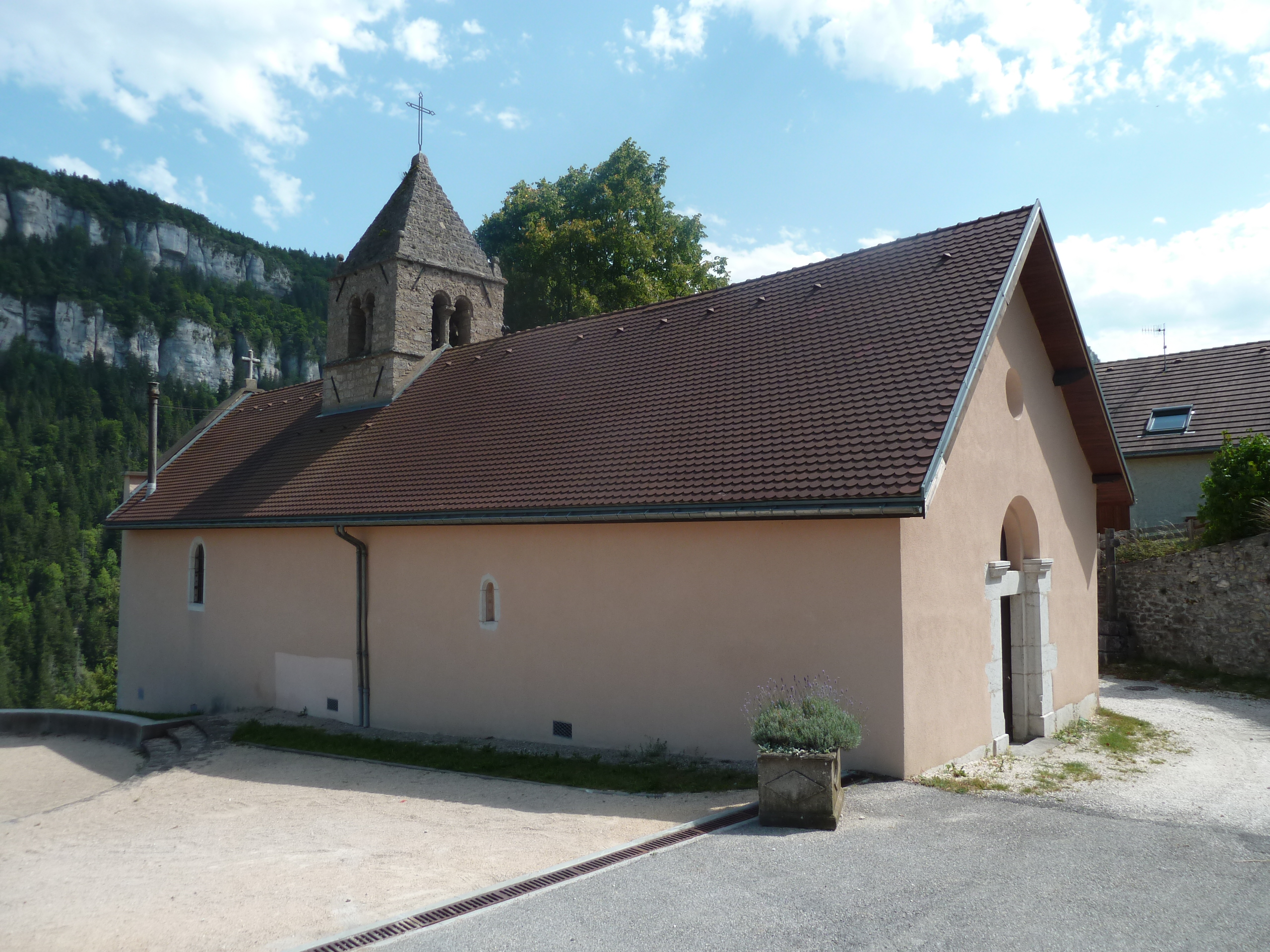
Kirche

- Staumauer